# Švicarski franak
Švicarski franak (ISO 4217 kod: CHF ili 756) je valuta Švicarske i Lihtenštajna. Izdaje ga središnja banka Švicarske, Švicarska nacionalna banka. U 2005. jedan franak vrijedio je oko 0,65 € i oko 4,7 HRK.
Manja jedinica čija je vrijednost 1/100 franka naziva se Rappen na njemačkom, centime na francuskom, centesimo na talijanskom i rap na retoromanskom jeziku.

## Novčanice
| Pregled švicarskih novčanica (osma emisija) | Pregled švicarskih novčanica (osma emisija) | Pregled švicarskih novčanica (osma emisija) | Pregled švicarskih novčanica (osma emisija) | Pregled švicarskih novčanica (osma emisija) | Pregled švicarskih novčanica (osma emisija) | Pregled švicarskih novčanica (osma emisija) | Pregled švicarskih novčanica (osma emisija)           |
| Slika                                       | Slika                                       | Vrijednost                                  | Dimenzije                                   | Glavna boja                                 | Prednja strana                              | Datum izdavanja                             | Napomena                                              |
| Prednja                                     | Zadnja                                      | Vrijednost                                  | Dimenzije                                   | Glavna boja                                 | Prednja strana                              | Datum izdavanja                             | Napomena                                              |
| ------------------------------------------- | ------------------------------------------- | ------------------------------------------- | ------------------------------------------- | ------------------------------------------- | ------------------------------------------- | ------------------------------------------- | ----------------------------------------------------- |
|                                             |                                             | 10 franaka                                  | 74 x 126 mm                                 | Žuta                                        | Le Corbusier                                | 8. travnja 1997.                            |                                                       |
|                                             |                                             | 20 franaka                                  | 74 x 137 mm                                 | Crvena                                      | Arthur Honegger                             | 1. listopada 1996.                          |                                                       |
|                                             |                                             | 50 franaka                                  | 74 x 148 mm                                 | Zelena                                      | Sophie Taeuber-Arp                          | 3. listopada 1995.                          |                                                       |
|                                             |                                             | 100 franaka                                 | 74 x 159 mm                                 | Plava                                       | Alberto Giacometti                          | 1. listopada 1998.                          |                                                       |
|                                             |                                             | 200 franaka                                 | 74 x 170 mm                                 | Smeđa                                       | Charles Ferdinand Ramuz                     | 1. listopada 1997.                          | Zamjena za 500 franaka u prijašnjoj seriji novčanica. |
|                                             |                                             | 1000 franaka                                | 74 x 181 mm                                 | Ljubičasta                                  | Jacob Burckhardt                            | 1. travnja 1998.                            |                                                       |
|                                             |                                             |                                             |                                             |                                             |                                             |                                             |                                                       |

| Yahoo! Finance: | AUD CAD EUR GBP HKD JPY USD |
| XE.com:         | AUD CAD EUR GBP HKD JPY USD |

## Vanjske poveznice
- http://www.swissmint.ch/ (njem.) (fr.) (tal.) (engl.)
- http://www.snb.ch/d/banknoten/aktuelle_serie/aktuelle_serie.html  Arhivirana inačica izvorne stranice od 11. travnja 2006. (Wayback Machine) (njem.) (fr.) (tal.) (engl.)
- http://www.taprofessional.de/charts/Schweizer-Franken-Bar-Chart.htm (njem.)
- Heiko Otto (ur.). Švicarski franak (novčanice) (njemački, engleski, i francuski). Pristupljeno 7. travnja 2019. (njem.) (engl.) (fr.)